# Isothrix negrensis
Isothrix negrensis là một loài động vật có vú trong họ Echimyidae, bộ Gặm nhấm. Loài này được Thomas mô tả năm 1920.